# Sudis
Sudis (Lat.: Sudis = Hecht) ist eine Gattung der Eidechsenfischverwandten (Aulopiformes). Von den beiden Arten der Gattung sind Fänge von Sudis atrox aus dem westlichen Atlantik von den USA bis Brasilien, aus dem östlichen Atlantik in Äquatornähe, aus dem östlichen Pazifik vor der Küste Chiles und bei Hawaii bekannt, während Sudis hyalina in allen Weltmeeren zwischen 50°N und 40°S und auch im Mittelmeer vorkommt.

## Merkmale
Sudis-Arten sind langgestreckte Fische mit einem hechtartigen Körper, einem großen Kopf und einer tiefen Maulspalte. Sudis atrox wird maximal 12,5 cm lang, am häufigsten sind Tiere von 7,5 cm Länge. Für Sudis hyalina wird eine Länge von 40 cm angegeben und eine Maximallänge von einem Meter angenommen. Die Schätzung beruht auf großen, abgebrochenen Zähnen, die in Seekabeln steckten und der Art zugeordnet wurden. Charakteristisches Merkmal der Gattung sind stark verlängerte Brustflossen, deren längster Flossenstrahl deutlich länger als die Basis der Afterflosse ist. Die Unterkieferzähne sind lang, seitlich abgeflacht und besitzen gesägte Kanten. Nur der Vorkiemendeckel ist beschuppt.
- Flossenformel: Dorsale 10–16; Anale 21–24.

## Systematik
Sudis wird in den meisten Quellen der Familie der Barrakudinas (Paralepididae) zugeordnet, bei Fiedler einer Unterfamilie Sudinae. In einer Studie zur Systematik der Eidechsenfischverwandten stellt der amerikanische Ichthyologe Matthew P. Davis ein Schwestergruppenverhältnis von Sudis zu einer aus den Barrakudinas und den Alepisauridae bestehenden Klade fest und ordnet die Gattung in die monotypische Familie Sudidae innerhalb der Unterordnung Alepisauroidei und der Überfamilie Alepisauroidea ein.

## Arten
- Sudis atrox Rofen, 1963.
- Sudis hyalina Rafinesque, 1810.

## Lebensweise
Die Sudis-Arten leben epipelagisch bis bathypelagisch in Tiefen von 30 bis 2250 Metern. Sie ernähren sich carnivor und sind eierlegend. Der Laichakt findet wahrscheinlich nah der Meeresoberfläche statt. Die planktonischen Larven halten sich vor allem in den oberen 250 Metern der Wassersäule auf. Die Sudis-Arten sind wie viele andere in der Tiefsee lebende Eidechsenfischverwandten simultane Hermaphroditen, das heißt, sie besitzen zur gleichen Zeit funktionsfähige weibliche und männliche Geschlechtsorgane.